# Longobardowie

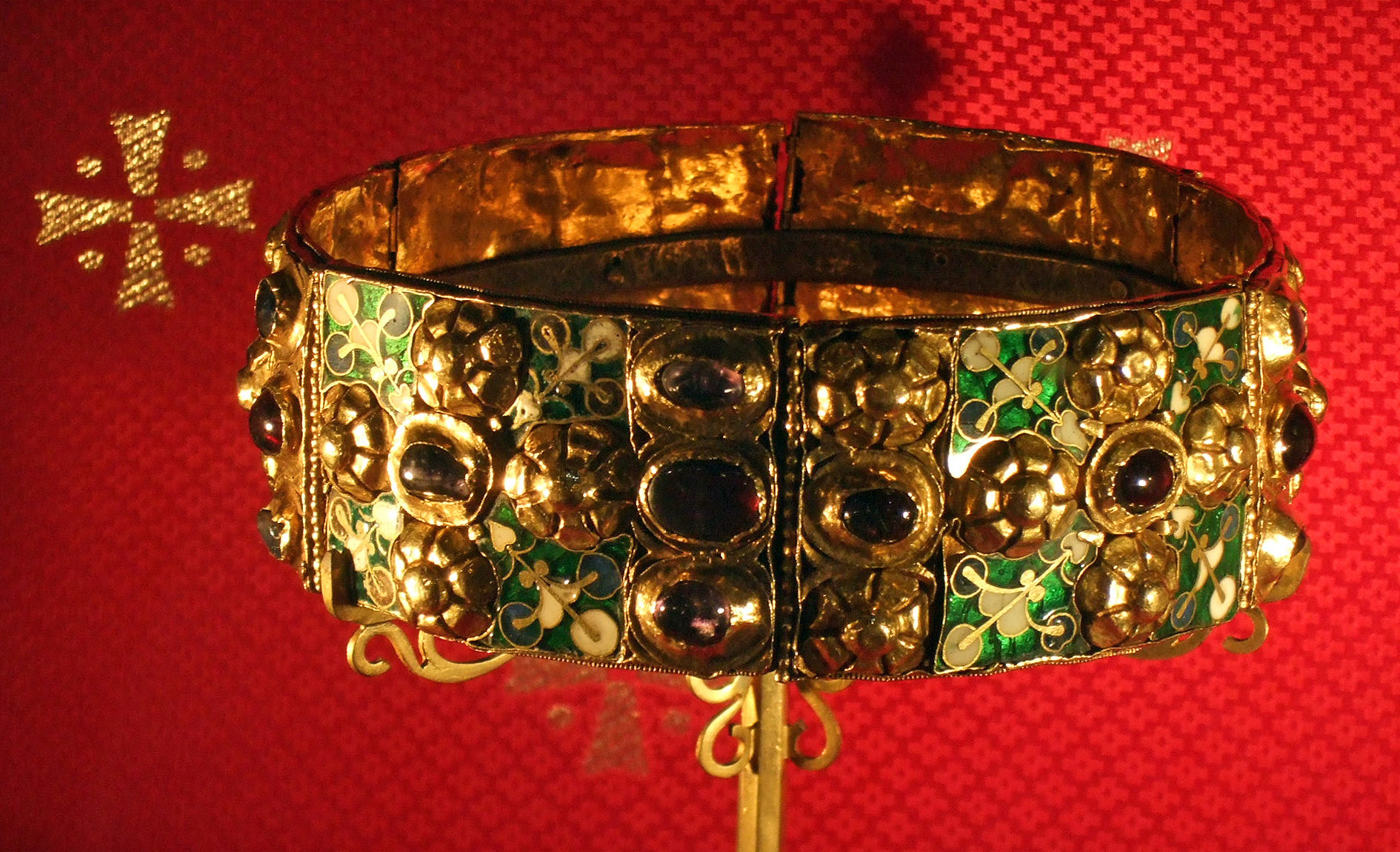
Żelazna korona Longobardów, główne regalium królów Włoch

Longobardowie, Langobardowie (łac. Langobardi, gr. οἱ Λαγγοβάρδοι), Lombardowie, starsza nazwa Winnilowie (Winilowie, Wannilowie) – lud zachodniogermański, który w VI wieku stworzył w północnej Italii Królestwo Longobardów i władał większością Półwyspu Apenińskiego w latach 568-774. Od tego ludu pochodzi nazwa Lombardii we Włoszech.

## Nazwa
Według własnych przekazów, pochodzili ze Skandynawii, gdzie pierwotnie znani byli pod nazwą Winnilowie, która prawdopodobnie pochodzi od pragermańskiego rdzenia *winna- (walczyć, zwyciężać) lub od słowa *wulfaz (wilk).
Ich późniejsza nazwa Longobardowie znaczy "Długobrodzi" i została im nadana w trakcie wędrówki poprzez Europę Środkową do Italii. Prawdopodobnie wywodzi się od pragermańskich słów *langaz (długi) oraz *bardaz (broda). Według historii przytoczonej przez Pawła Diakona, przed walką z Wandalami Winnilowie użyli podstępu, który miał upozorować ich liczebną przewagę. Ich ówcześni wodzowie – Ibor i Agio – nakazali kobietom przebrać się za wojowników, rozpuścić włosy i spiąć je w taki sposób, by przypominały brody. Wówczas bóg Godan miał ich nazwać "Długobrodymi".
Według innej wersji nazwa Longibari powstała po ich przybyciu na Półwysep Apeniński i pochodzi od łacińskiego longa barba, czyli "długa broda", gdyż w przeciwieństwie do romańskiej ludności Italii nosili długie brody.

## Początki Longobardów

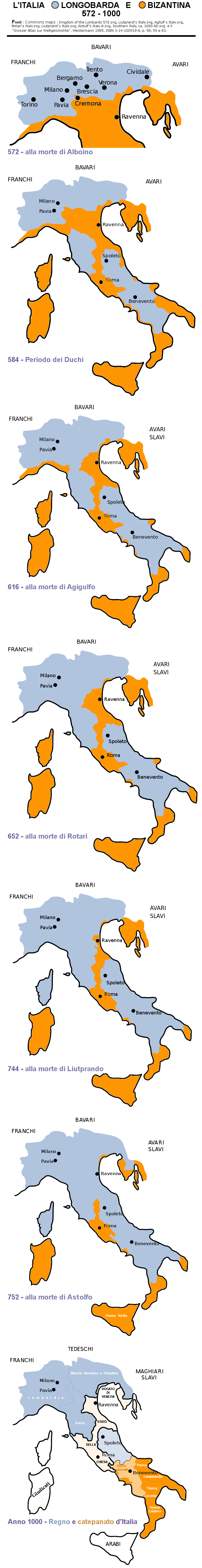
Państwo Longobardów (kolor błękitny) i posiadłości Bizancjum (kolor pomarańczowy) w Italii w latach 572-1000

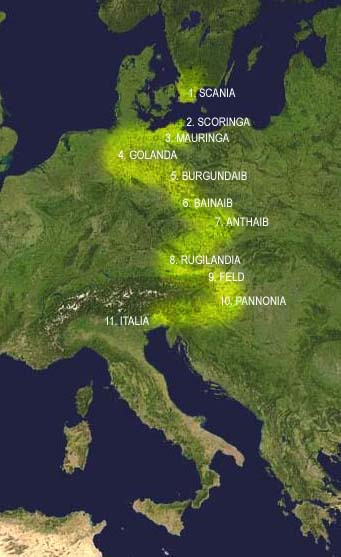
Trasa migracji Longobardów ze Skandynawii do Italii (jedna z koncepcji)

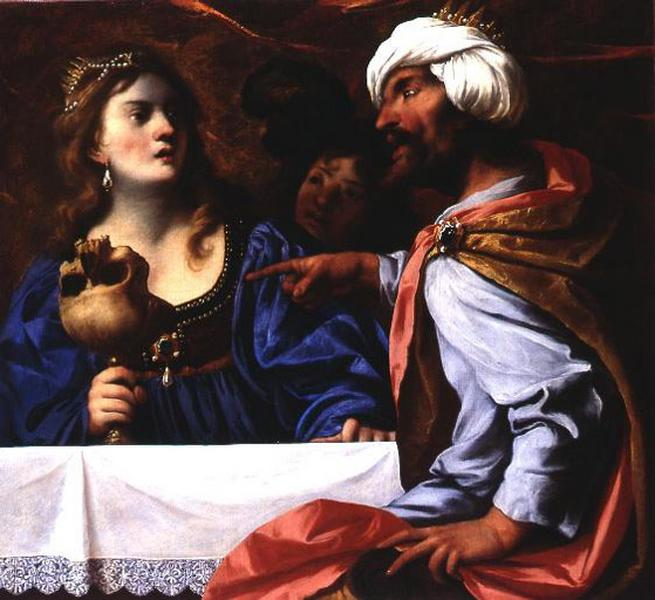
Królowa Longobardów księżniczka gepidzka Rozamunda zmuszana przez swojego męża Alboina do picia z kielicha wykonanego z czaszki jej ojca

Wywodzili się ze Skandynawii (Scadanan), skąd przeprawili się na kontynent do krainy nazwanej przez nich Scoringa ("przybrzeże, kraj nadmorski", prawdopodobnie chodzi o Pomorze lub samą Rugię), gdzie starli się z Wandalami. W czasach antycznych zasiedlali obszar nad dolną Łabą, graniczący z terytoriami Cherusków, Semnonów i Chauków. Longobardowie podporządkowali się w pewnym okresie Marbodowi, który stworzył duży związek plemion germańskich. Longobardowie współtworzyli związek plemion zwany Swebami. W czasie konfrontacji Arminiusza, wodza Cherusków, z Marbodem opowiedzieli się za tym pierwszym. W 166 r. n.e. wraz z Objami napadli na rzymskie prowincje – Panonnię i Noricum. Potem dotarli na Morawy i do Panonii nad Dunajem. W V w. toczyli wojny z Herulami, zakończone zwycięstwem w 491 r. Nad Dunajem zorganizowali swoje pierwsze państwo. Od 546 roku Longobardami władał Audoin, który w 560 roku został zastąpiony przez swego syna Alboina. Po rozbiciu wspólnie z Awarami Gepidów, Longobardowie pod wodzą króla Alboina w 565 roku wyruszyli znad Balatonu i w 568 r. wkroczyli do Italii, gdzie założyli pierwszy fort w Cividale. W 569 r. zdobyli Mediolan, a w 572 r. – Pawię, która stała się stolicą ich nowego państwa – Królestwa Longobardów.
Po rychłej śmierci Alboina w 572 r. rozgorzała na północy wojna, w wyniku której zapanował chaos trwający do końca stulecia. W tym samym czasie część Longobardów włączyła do swego państwa południe Italii. Książęta Faroald i Zotto utworzyli dwa praktycznie niezależne księstwa: Spoleto i Benewentu. Lombardia Mniejsza, początkowo zależna od tej z północy, sukcesywnie stawała się podmiotem odrębnym politycznie. W rękach Bizancjum pozostawał egzarchat Rawenny, obejmujący Istrię, Rzym, Neapol, Kalabrię, Kampanię i Sycylię. Faktycznie Italia rozpadła się na dwie części: longobardzką i  bizantyńską. Na podbitych terenach Longobardowie odebrali Rzymianom prawa polityczne i zlikwidowali rzymską administrację. Cała ziemia należąca dotąd do Rzymian została przejęta i podzielona między zdobywców. Według prawa longobardzkiego ludźmi wolnymi byli jedynie Longobardowie lub przedstawiciele innych ludów, którzy zostali przyjęci do ich prawa.
Liczebność Longobardów ocenia się na 130–200 tys., z czego 10–20 tys. osiedliło się w południowej części Półwyspu Apenińskiego. W tym samym czasie liczebność rodzimej ludności Italii, zdziesiątkowanej ciągłymi wojnami, szacowana jest na 5–6 milionów.

## Przyczyny inwazji
Dalszy podbój Półwyspu był niemożliwy nie z powodu oporu sił  bizantyńskich czy z niechęci ludności miejscowej do najeźdźców, lecz przyczyną było panujące przez 10 lat (574–584) bezkrólewie wśród Longobardów. Wynikało to z niechęci starszyzny plemiennej do centralizacji władzy w rękach jednej osoby, która byłaby w stanie zapanować nad znaczną ilością obszarów i wprowadzić dziedziczność władzy w plemieniu, uniezależniając się od wiecu. Dzięki temu resztka włości Bizancjum w Italii ocalała.
Można dopatrywać się kilku przyczyn podboju Italii przez Longobardów:
1. Nałożenie olbrzymich podatków na ludność miejscową przez władze  bizantyńskie po odzyskaniu tych terenów podczas wojny z Ostrogotami (535-562).
2. Samowola i znaczne nadużycia cesarskich urzędników (urzędnicy często przekraczali swe kompetencje i nadużywali swej władzy, zmuszając miejscowych siłą do płacenia podatków).
3. Ingerowanie Cesarstwa w sprawy kościoła italskiego (mieszkańcy Półwyspu przyzwyczajeni byli do dużej autonomii własnego kościoła i niechętnie podporządkowywali się decyzjom religijnym Konstantynopola).
4. Ucieczka Longobardów przed Awarami (konieczność założenia gdzieś własnego państwa przez plemię germańskie).
5. Słaba obrona garnizonowa w północnej Italii (Bizancjum wyczerpały tzw. „wojny gockie” oraz wojny z Persją i kraj ten nie był w stanie utrzymywać dostatecznej liczby żołnierzy daleko od centrum państwa, za jakie uważano stolicę).

## Etap stabilizacji

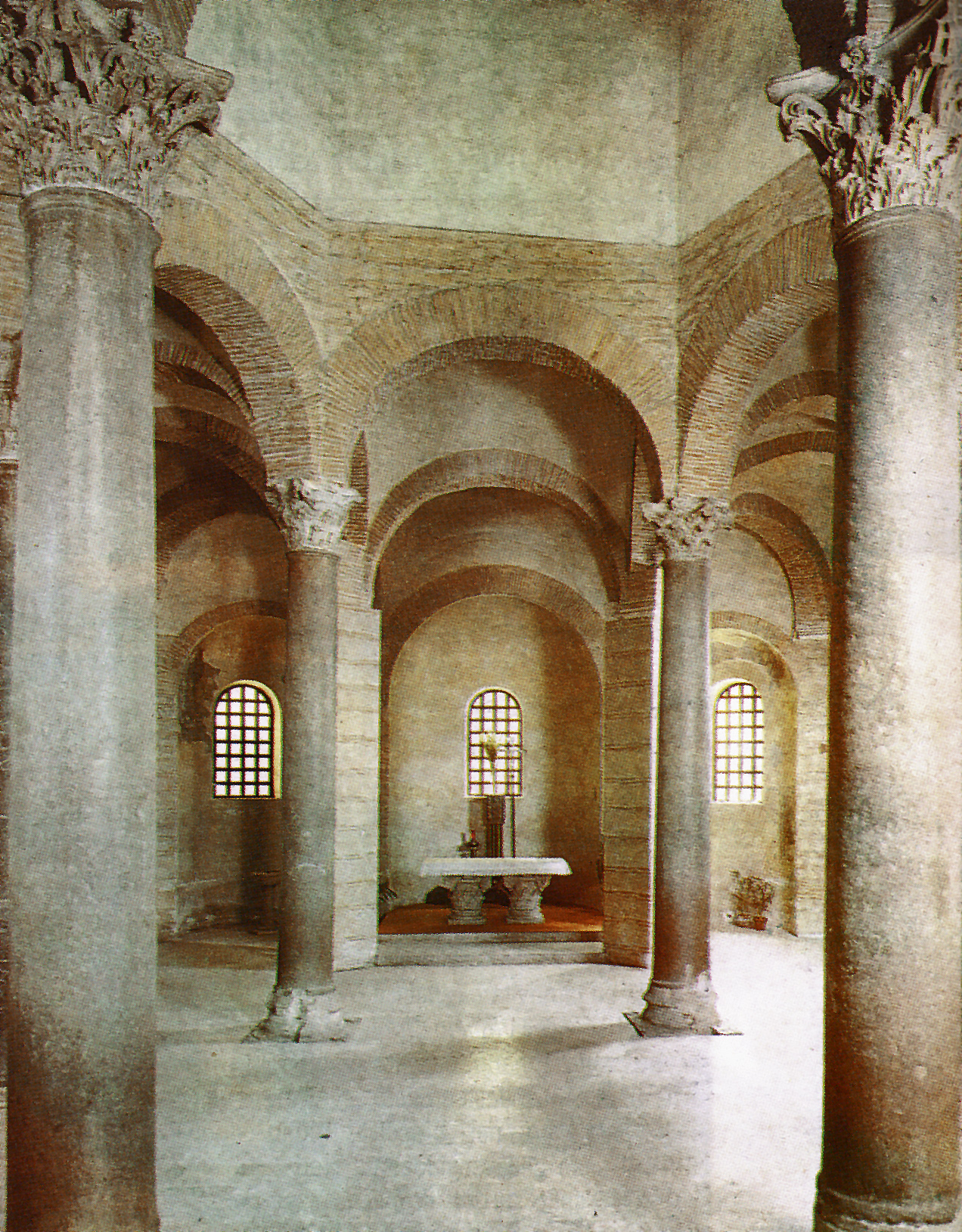
Longobardzki Kościół Santa Sofia w Benewencie

Po dziesięcioletnim bezkrólewiu starszyzna plemienna dostrzegła nieskuteczność działania bez obranego wodza. Dlatego też w roku 584 syn ostatnio obranego władcy Klefa, Autaris, otrzymał koronę z rąk „rady starszych”. W rzeczywistości władza króla longobardzkiego pozostawała ograniczona. Książęta panujący w Spoleto oraz w Benewencie nie uznawali zwierzchnictwa króla i w praktyce ich niezależność była niezagrożona. Co więcej, tereny te zabezpieczał od części głównej państwa pas ziemi należący do Egzarchatu Raweńskiego, którego słabość pozwalała ustabilizować się nowemu organizmowi państwowemu na Półwyspie.
Kolejny król longobardzki, Autaris, ożenił się z księżniczką bawarską Teodolindą. Po śmierci tego pierwszego Teodolinda wyszła za mąż za następcę Autarisa, Agilulfa. Pomimo sojuszu bawarsko-longobardzkiego Frankowie zmusili Longobardów do płacenia trybutu. Natomiast za sukces Cesarstwa można było uznać pokój zawarty z królem Agilulfem, który przyniósł wyczekiwane odprężenie na Półwyspie. Wtedy to też papież Grzegorz I zdobył sławę w pertraktacjach z najeźdźcami i chroniąc Rzym przed splądrowaniem i zniszczeniem zwiększył prestiż papiestwa wśród mieszkańców Wiecznego Miasta. W rzeczywistości rządy Autarisa oraz Agilulfa w niewielkim stopniu zmieniły sytuację na Półwyspie, gdyż południowi książęta nadal nie uznawali ich władzy.
Pomimo wdrożenia wielu procesów adaptacyjnych Longobardowie dla wielu w Italii pozostali obcymi. Wrogo do nich usposobione było przez cały okres Cesarstwo Bizantyńskie, a papiestwo było wobec nich nieufne nawet po przyjęciu przez Longobardów katolicyzmu. Plany Longobardów o stworzeniu samodzielnego organizmu państwowego musiały zostać zarzucone po załamaniu się władzy królewskiej po śmierci Liutpranda w 744 roku. Ich ostatni król, Dezyderiusz, w 774 r. został pokonany i zdetronizowany przez Karola Wielkiego, który sam przyjął tytuł króla Longobardów i koronował się longobardzką żelazną koroną. Niektórzy królowie wschodniofrankijscy, potomkowie Karola Wielkiego, używali tytułu „król Franków i Longobardów”. Kolejne dwa stulecia to czas zaniku tożsamości tego ludu i stopniowe wtapianie się w substrat etniczny późniejszych mieszkańców Italii.
Po stosunkowo krótkim bo trwającym dwa pokolenia epizodzie manifestowania własnej etniczności postępowała wśród Longobardów szybka romanizacja nie tylko elit longobardzkich, ale i różnych warstw społeczeństwa. Szczególnie do Rzymian zbliżyła Longobardów konwersja na katolicyzm. Od VIII w. zaczęli coraz intensywniej wznosić kościoły, które powstawały zarówno z fundacji królewskich, jak i rodzin możnych. Z czasem nawet biskupi wywodzili się z rodzin longobardzkich. Język longobardzki miał istotny wpływ na powstanie dialektów północnowłoskich, od niego też zapewne pochodzą istniejące w języku włoskim germanizmy. Od Longobardów pochodzi nazwa Lombardii – krainy historycznej w Północnych Włoszech, której stolicą jest Mediolan.